# 奈良間大己
奈良間 大己（ならま たいき、2000年5月8日 - ）は、静岡県菊川市出身のプロ野球選手（内野手）。右投右打。北海道日本ハムファイターズ所属。

## 経歴

### プロ入り前
堀之内小学校1年生から「菊川スポーツ少年団」で野球を始める。遊撃手としてプレーした。菊川西中学校では「小笠浜岡リトルシニア」でプレー。
常葉大菊川高に進学し、1年秋に遊撃手のレギュラーとして定着。2年秋にチームの主将に就任。その後、主将として挑んだ静岡県大会に出場。大会では全6試合に出場し、打率.818（22打数18安打）と驚異の結果を残す。チームは大会を制し、第100回全国高等学校野球選手権記念大会への出場を果たす（2年ぶり6度目）。甲子園でもそのまま勢いに乗り、1本塁打を含む4本の長打を放った。チームは甲子園16強入り。甲子園での活躍から、「静岡のジーター」の異名をとった。
その後、Ｕ−18日本代表に選出。根尾昂、小園海斗と共にアジア選手権で銅メダルを獲得した。プロ入りの考えはあったものの、プロ志望届は提出しなかった。
立正大学へ進学し、1年秋から遊撃手のレギュラーの座を掴む。2年秋からは1番のリードオフマンに定着し、3年秋には打率.311、4年春のリーグ戦では打率.349を記録した。9月21日、全日本大学野球連盟にプロ志望届を提出。

### 日本ハム時代

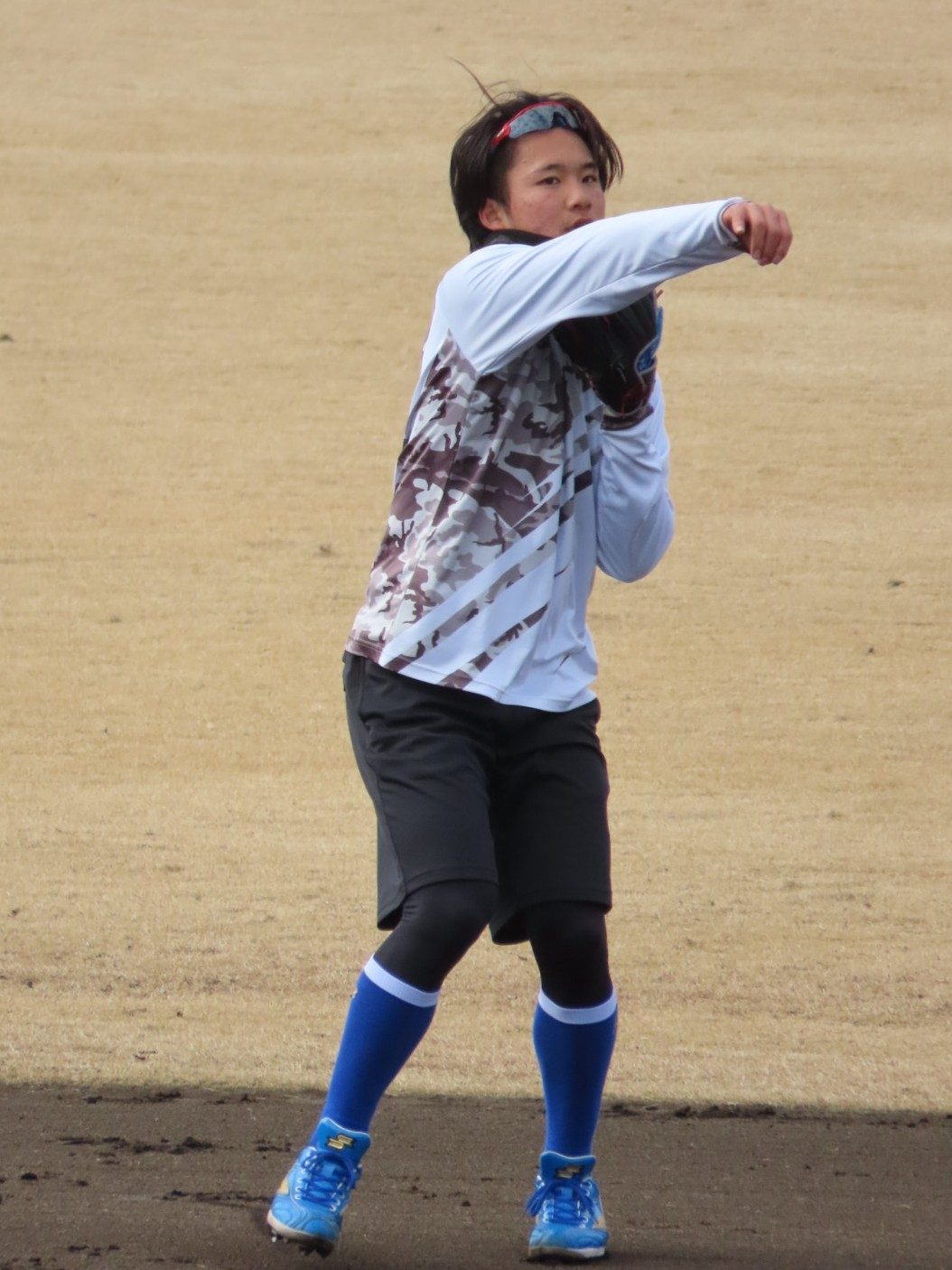
2023年1月22日 ファイターズ鎌ケ谷スタジアムにて

2022年10月20日に行われたドラフト会議では、北海道日本ハムファイターズから5位指名を受け、契約金3500万円、推定年俸770万円で契約した。背番号は58。
2023年は開幕を二軍で迎えるが、打率.385、1本塁打4打点と結果を残し、4月11日に一軍初昇格。18日の千葉ロッテマリーンズ戦では、12球団新人一番乗りとなる本塁打を小島和哉から放つ。その後は2度の登録抹消を経験しながらも、65試合に出場し、打率.243、2本塁打、15打点を記録。得点圏では打率.293、12打点と勝負強さを見せた。11月22日に430万円増の年俸1200万円で契約を更改した。
2024年、3月29日のロッテとの開幕戦では、開幕投手を務める小島から前年に本塁打を放ったことが評価され、「8番・二塁手」として自身初の開幕先発出場を果たすと、1安打1四球を記録し、チームの勝利に貢献した。しかし、その後は打撃不振に苦しみ、5月2日に出場選手登録を抹消された。24日の再昇格以降はシーズン終了まで一軍に帯同。三塁守備固めを中心に、左投手が先発する際にスタメン起用されることもあったが、この年は最後まで打撃の調子が上向かず、90試合の出場で打率は.180にとどまった。12月3日に500万円増の年俸1700万円で契約を更改した。

## 選手としての特徴
俊足巧打の遊撃手で、本塁打を打てるパンチ力がある。50メートル走のタイムは5秒8。遊撃以外に二塁、三塁もこなす内野のユーティリティープレイヤーとして、安定した守備も見せる。

## 人物
明るい性格であり、本拠地勝利時の「一丁締め」の声出しを任されるなど、チームのムードメーカーである。
日本ハムの新入団会見時には「三点倒立が好き。」と話していた。

## 詳細情報

### 年度別打撃成績
| 年 度     | 球 団     | 試 合 | 打 席 | 打 数 | 得 点 | 安 打 | 二 塁 打 | 三 塁 打 | 本 塁 打 | 塁 打 | 打 点 | 盗 塁 | 盗 塁 死 | 犠 打 | 犠 飛 | 四 球 | 敬 遠 | 死 球 | 三 振 | 併 殺 打 | 打 率 | 出 塁 率 | 長 打 率 | O P S |
| --------- | --------- | ----- | ----- | ----- | ----- | ----- | -------- | -------- | -------- | ----- | ----- | ----- | -------- | ----- | ----- | ----- | ----- | ----- | ----- | -------- | ----- | -------- | -------- | ----- |
| 2023      | 日本ハム  | 65    | 196   | 181   | 20    | 44    | 12       | 2        | 2        | 66    | 15    | 2     | 2        | 3     | 1     | 8     | 1     | 3     | 50    | 4        | .243  | .285     | .365     | .650  |
| 2024      | 日本ハム  | 90    | 150   | 139   | 10    | 25    | 4        | 0        | 0        | 29    | 7     | 2     | 0        | 8     | 1     | 2     | 0     | 0     | 39    | 2        | .180  | .190     | .209     | .399  |
| 通算：1年 | 通算：1年 | 155   | 346   | 320   | 30    | 69    | 16       | 2        | 2        | 95    | 22    | 4     | 2        | 11    | 2     | 10    | 1     | 3     | 89    | 6        | .216  | .245     | .297     | .542  |

- 2024年度シーズン終了時

### 年度別守備成績
| 年 度 | 球 団    | 二塁  | 二塁  | 二塁  | 二塁  | 二塁  | 二塁     | 三塁  | 三塁  | 三塁  | 三塁  | 三塁  | 三塁     | 遊撃  | 遊撃  | 遊撃  | 遊撃  | 遊撃  | 遊撃     |
| 年 度 | 球 団    | 試 合 | 刺 殺 | 補 殺 | 失 策 | 併 殺 | 守 備 率 | 試 合 | 刺 殺 | 補 殺 | 失 策 | 併 殺 | 守 備 率 | 試 合 | 刺 殺 | 補 殺 | 失 策 | 併 殺 | 守 備 率 |
| ----- | -------- | ----- | ----- | ----- | ----- | ----- | -------- | ----- | ----- | ----- | ----- | ----- | -------- | ----- | ----- | ----- | ----- | ----- | -------- |
| 2023  | 日本ハム | 21    | 28    | 39    | 1     | 8     | .985     | 5     | 2     | 2     | 0     | 0     | 1.000    | 44    | 65    | 95    | 5     | 21    | .970     |
| 2024  | 日本ハム | 29    | 44    | 51    | 1     | 16    | .990     | 52    | 8     | 16    | 1     | 0     | .960     | 25    | 28    | 43    | 1     | 9     | .986     |
| 通算  | 通算     | 50    | 72    | 90    | 2     | 24    | .988     | 57    | 10    | 18    | 1     | 0     | .966     | 69    | 93    | 138   | 6     | 30    | .975     |

- 2024年度シーズン終了時

### 記録
初記録
- 初出場：2023年4月11日、対福岡ソフトバンクホークス1回戦（福岡PayPayドーム）、8回裏に福田光輝に代わり二塁手で出場
- 初先発出場：2023年4月12日、対福岡ソフトバンクホークス2回戦（福岡PayPayドーム）、「7番・二塁手」で先発出場[23]
- 初打席：同上、2回表に東浜巨から三邪飛[23]
- 初安打・初本塁打・初打点：2023年4月18日、対千葉ロッテマリーンズ4回戦（エスコンフィールドHOKKAIDO）、3回裏に小島和哉から左越ソロ[24]
- 初盗塁：2023年8月26日、対埼玉西武ライオンズ19回戦（ベルーナドーム）、2回表に二盗（投手：髙橋光成、捕手：古賀悠斗）

### 背番号
- 58（2023年 - ）

### 登場曲
- 「Toca Toca（英語版）」フライ・プロジェクト（2023年）
- 「北酒場」細川たかし（2023年）

### 代表歴
- BFA U-18アジア選手権日本代表
- 侍ジャパン大学代表候補選手強化合宿
- ハーレムベースボールウィーク日本代表選考合宿